# Matthias Heine

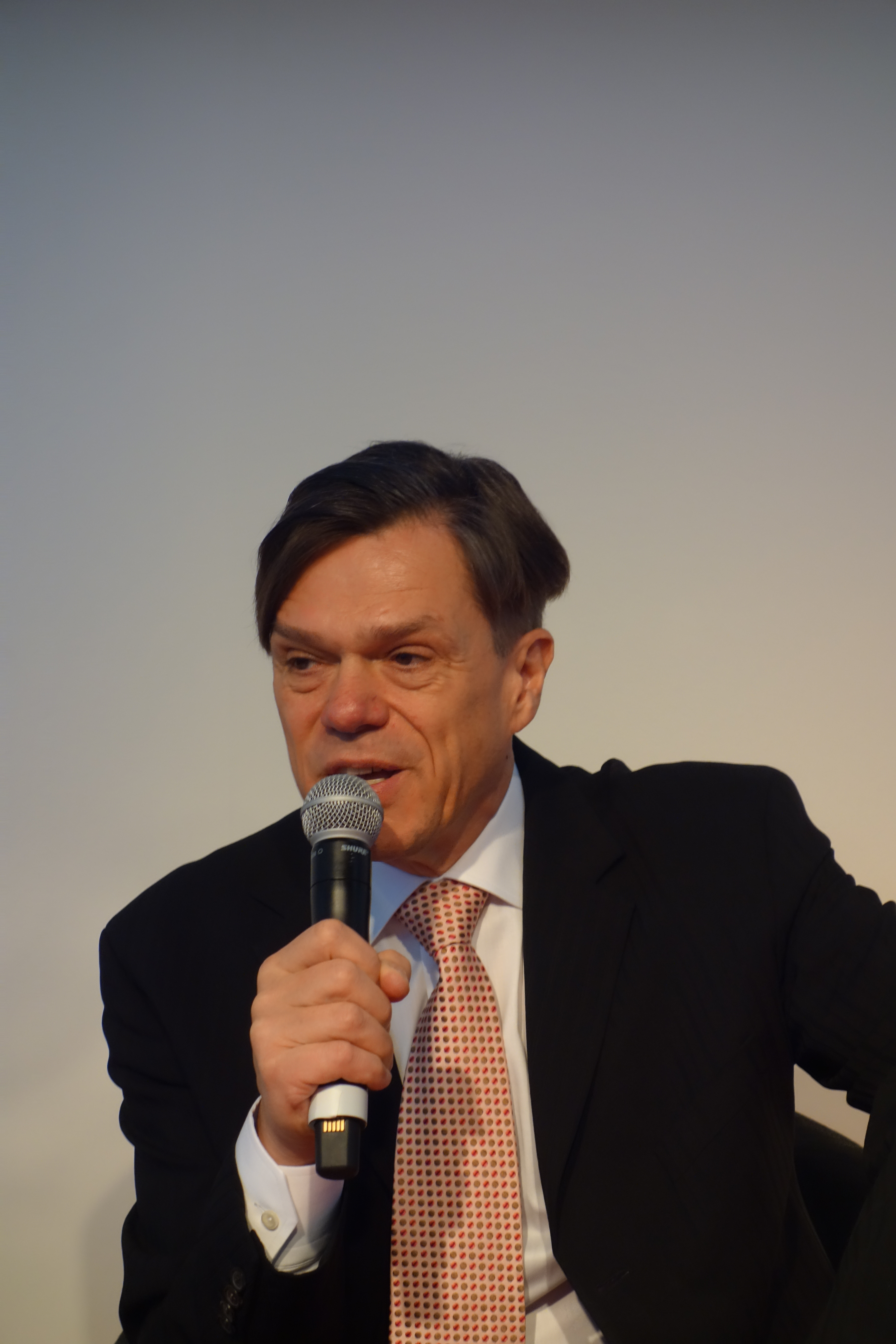
Matthias Heine bei der Vorstellung seines Buches Letzter Schultag in Kaiser-Wilhelmsland. Wie der Erste Weltkrieg die deutsche Sprache für immer veränderte auf der Frankfurter Buchmesse 2018

Matthias Heine (* 1961 in Kassel) ist ein deutscher Journalist und Buchautor.

## Leben und Wirken
Matthias Heine wurde 1961 in Kassel geboren als Sohn einer deutschen Mutter und eines italienischen Gastarbeiters, der die Mutter schon vor Heines Geburt verließ. Nach dem Abitur 1983 studierte er an der Technischen Universität Braunschweig Germanistik und Geschichte. Unter der Leitung von Helmut Henne war er als wissenschaftliche Hilfskraft an der Neubearbeitung des Deutschen Wörterbuchs von Hermann Paul beteiligt.
Nach einem Volontariat bei der Braunschweiger Zeitung lebt Heine seit 1992 in Berlin, wo er von 1993 bis 1998 stellvertretender Leiter des Kulturteils der B.Z. war. Von 1998 an schrieb er als freier Journalist  u. a. für die Die Welt, die Frankfurter Allgemeine Sonntagszeitung, Cicero. Seit 2010 ist er Redakteur im Feuilleton der Welt. Zu seinen bevorzugten Themen gehören Sprachgebrauch und Sprachwandel.
Heine ist verheiratet und hat drei Kinder.

## Werke
- Seit wann hat geil nichts mehr mit Sex zu tun? 100 deutsche Wörter und ihre erstaunlichen Karrieren. Hoffmann und Campe, Hamburg 2016, ISBN 978-3-455-50369-2.
- Letzter Schultag in Kaiser-Wilhelmsland. Wie der Erste Weltkrieg die deutsche Sprache für immer veränderte. Hoffmann und Campe, Hamburg 2018, ISBN 978-3-455-00281-2.
- Mit Affenzahn über die Eselsbrücke. Die Tiere in unserer Sprache. Hoffmann und Campe, Hamburg 2019, ISBN 978-3-455-00126-6.
- Verbrannte Wörter. Wo wir noch reden wie die Nazis – und wo nicht. Duden, Mannheim 2019, ISBN 978-3-411-74266-0, 2. Auflage 2025, 264 Seiten, ISBN 978-3-411-74010-9
- Das ABC der Menschheit. Eine Weltgeschichte des Alphabets. Hoffmann und Campe, Hamburg 2020, ISBN 978-3-455-00852-4.
- Eingewanderte Wörter. Von Anorak bis Zombie. Dumont, Köln 2020, ISBN 978-3-8321-9978-4.
- Krass. 500 Jahre deutsche Jugendsprache. Eine Kulturgeschichte. Duden, Berlin 2021, ISBN 978-3-411-75448-9.
- Ausgewanderte Wörter. Von Deutschland in die ganze Welt. Dumont, Köln 2022, ISBN 978-3-8321-6907-7.
- Kaputte Wörter? Vom Umgang mit heikler Sprache. Duden, Berlin 2022, ISBN 978-3-411-75690-2.
- Kluge Wörter. Wie wir den Bildungswortschatz nutzen können – und wo seine Tücken liegen. Duden, Berlin 2024, ISBN 978-3-411-75707-7.
- Der große Sprachumbau. Eine gesellschaftspolitische Katastrophe. Langen-Müller, München 2025, ISBN 978-3-7844-3730-9.